# Мейрманов, Галиолла Тулендинович
Галиолла Тулендиевич (Толендиевич) Мейрман (Мейірман Ғалиолла Төлендіұлы) — советский и казахстанский учёный в области селекции культурных растений, доктор сельскохозяйственных наук, профессор, академик НАН РК.

## Биография
Родился 17 мая 1946 г. в колхозе им. Фрунзе Берлитобинского района Алматинской области.
В 1969 г. окончил с отличием агрономический факультет Казахского сельскохозяйственного института по специальности «селекция и семеноводство» и работал там же начальником отдела семеноводства. В 1971—1974 гг. аспирант Казахского НИИ воспроизводства и пастбищ, селекции и генетики КазСХИ, в 1974 году ассистент кафедры селекции и семеноводства.
В 1974 г. защитил кандидатскую диссертацию:
- Гетерозисный эффект гибридов от различных комбинаций скрещивания сортов люцерны : диссертация … кандидата биологических наук : 03.00.15. — Алма-Ата, 1974. — 145 с. : ил.

В 1974—1991 гг. в Казахском НИИ лугопастбищного хозяйства (ныне КазНИИ животноводства и кормопроизводства): младший научный сотрудник, старший научный сотрудник, руководитель селекционного центра по кормовым культурам, заместитель директора по научной работе.
В 1991—1993 гг. работал в Казахской Академии сельскохозяйственных наук: председатель Научно-организационного совета, зам. главного учёного секретаря, академик-секретарь.
В 1993—2000 гг. директор Приаральского НИИ агроэкологии и сельского хозяйства. В 2000—2002 гг. заместитель директора по научной работе Казахского НИИ земледелия им. В. Р. Вильямса. В 2002—2004 гг. профессор кафедры селекции и биотехнологии в растениеводстве Казахского национального аграрного университета.
С 2005 г. работает в Казахском НИИ земледелия и растениеводства.
Доктор сельскохозяйственных наук (1990), профессор (1994). Докторская диссертация:
- Селекция люцерны с использованием инбредных линий : диссертация … доктора сельскохозяйственных наук : 06.01.05. — Алма-Ата, 1990. — 351 с. : ил.

В 1992 г. избран членом-корреспондентом Казахской Академии сельскохозяйственных наук, чуть позже — членом-корреспондентом Академии наук Республики Казахстан. С 1995 г. академик Национальной академии наук Республики Казахстан.
Опубликовал около 100 научных трудов, соавтор 16 сортов сельскохозяйственных культур — люцерны, донника, рапса и риса.
Награждён медалями «Енбек даңқы» и «Қазақстан Республикасының ғылымын дамытуға сіңірген еңбегі үшін».